# GOOG-411
GOOG-411，又称Google Voice Local Search，是Google公司在2007年推出的一项电话业务，提供了一个以语音识别为基础的商业性电话公司咨询服务。该业务可在美国和加拿大使用。
Google公司於2010年11月12日起，終止了此服務。

## 操作
用户可以拨打免费电话800-466-4411或877-466-4411（800-GOOG-411和877-GOOG-411）或本地号码425-296-4774。 

## 使用费
该功能完全免费。